# Kaithal
Kaithal è una città dell'India di 117.226 abitanti, capoluogo del distretto di Kaithal, nello stato federato dell'Haryana. In base al numero di abitanti la città rientra nella classe I (da 100.000 persone in su).

## Geografia fisica
La città è situata a 29° 48' 0 N e 76° 22' 60 E e ha un'altitudine di 219 m s.l.m..

## Società

### Evoluzione demografica
Al censimento del 2001 la popolazione di Kaithal assommava a 117.226 persone, delle quali 63.090 maschi e 54.136 femmine. I bambini di età inferiore o uguale ai sei anni assommavano a 16.216, dei quali 9.189 maschi e 7.027 femmine. Infine, coloro che erano in grado di saper almeno leggere e scrivere erano 75.903, dei quali 44.382 maschi e 31.521 femmine.